# Estación Exposición
La Estación Exposición, es una estación del servicio de la línea 13 de Transmetro que opera en la ciudad de Guatemala. Está ubicada sobre la 6.ª avenida entre la ruta 6 y vía 4 de la zona 4 atrás de los edificios de Banco Industrial. Es una de las 19 paradas que posee esta ruta.
La parada funciona de lunes a viernes en horario de 5:00 a 21:00 horas, y sábados y domingo de 5:00 a 20:00 horas.

## Historia
Esta parada fue inaugurada el 14 de agosto de 2010 junto a la línea 13 del Transmetro, siendo esta la segunda línea inaugurada por la municipalidad después del año 2007 cuando se inauguró el servicio con la línea 12.